# 羽裂荨麻
羽裂荨麻（学名：Urtica triangularis sp. pinnatifida）为荨麻科荨麻属下的一个亚种。

## 扩展阅读
- 維基物種上的相關：羽裂荨麻